# Carvon
Carvon (Betonung auf der Endsilbe: Carvon) ist ein monocyclisches Monoterpen-Keton und Bestandteil von ätherischen Ölen.

## Vertreter
Es gibt zwei enantiomere Carvone, das (S)-(+)-Carvon [auch als D-(+)-Carvon oder kurz (+)-Carvon bezeichnet] sowie das (R)-(−)-Carvon [auch als L-(−)-Carvon oder kurz (−)-Carvon bezeichnet]. 
| Enantiomere von Carvon |                                                     |                                                    |
| Name                   | (S)-(+)-Carvon                                      | (R)-(−)-Carvon                                     |
| Andere Namen           | D-(+)-Carvon                                        | L-(−)-Carvon                                       |
| Strukturformel         | (S)-(+)-Carvon                                      | (R)-(–)-Carvon                                     |
| CAS-Nummer             | 2244-16-8                                           | 6485-40-1                                          |
| CAS-Nummer             | 99-49-0 (Racemat)                                   |                                                    |
| EG-Nummer              | 218-827-2                                           | 229-352-5                                          |
| EG-Nummer              | 202-759-5 (Racemat)                                 |                                                    |
| ECHA-Infocard          | 100.017.117                                         | 100.026.684                                        |
| ECHA-Infocard          | 100.002.508 (Racemat)                               |                                                    |
| PubChem                | 16724                                               | 439570                                             |
| PubChem                | 7439 (Racemat)                                      |                                                    |
| FL-Nummer              | 07.146                                              | 07.147                                             |
| FL-Nummer              | 07.012 (Racemat)                                    |                                                    |
| Wikidata               | Q27889969                                           | Q27089417                                          |
| Wikidata               | Q416800 (Racemat)                                   |                                                    |
| Kurzbeschreibung       | farbloses Öl, charakteristischer Geruch nach Kümmel | farbloses Öl, charakteristischer Geruch nach Minze |
| Siedepunkt             | 228–230 °C                                          | 230–231 °C                                         |
| Löslichkeit            | schwer in Wasser (1300 mg/l bei 18 °C)              | praktisch unlöslich in Wasser (20 °C)              |
| LD50                   | 3,71 ml·kg−1 (Ratte, peroral)                       | 1640 mg·kg−1 (Ratte, peroral)                      |

## Vorkommen
In der Natur treten beide enantiomere Formen des Carvons auf. So ist (S)-(+)-Carvon enthalten in Kümmelöl (etwa 85 Prozent), Dill und Mandarinenschalen. Das (R)-Enantiomer findet sich in den ätherischen Ölen von Krauseminze und Kuromoji. Das Ingwergrasöl enthält beide enantiomeren Formen des Carvons (Racemat).

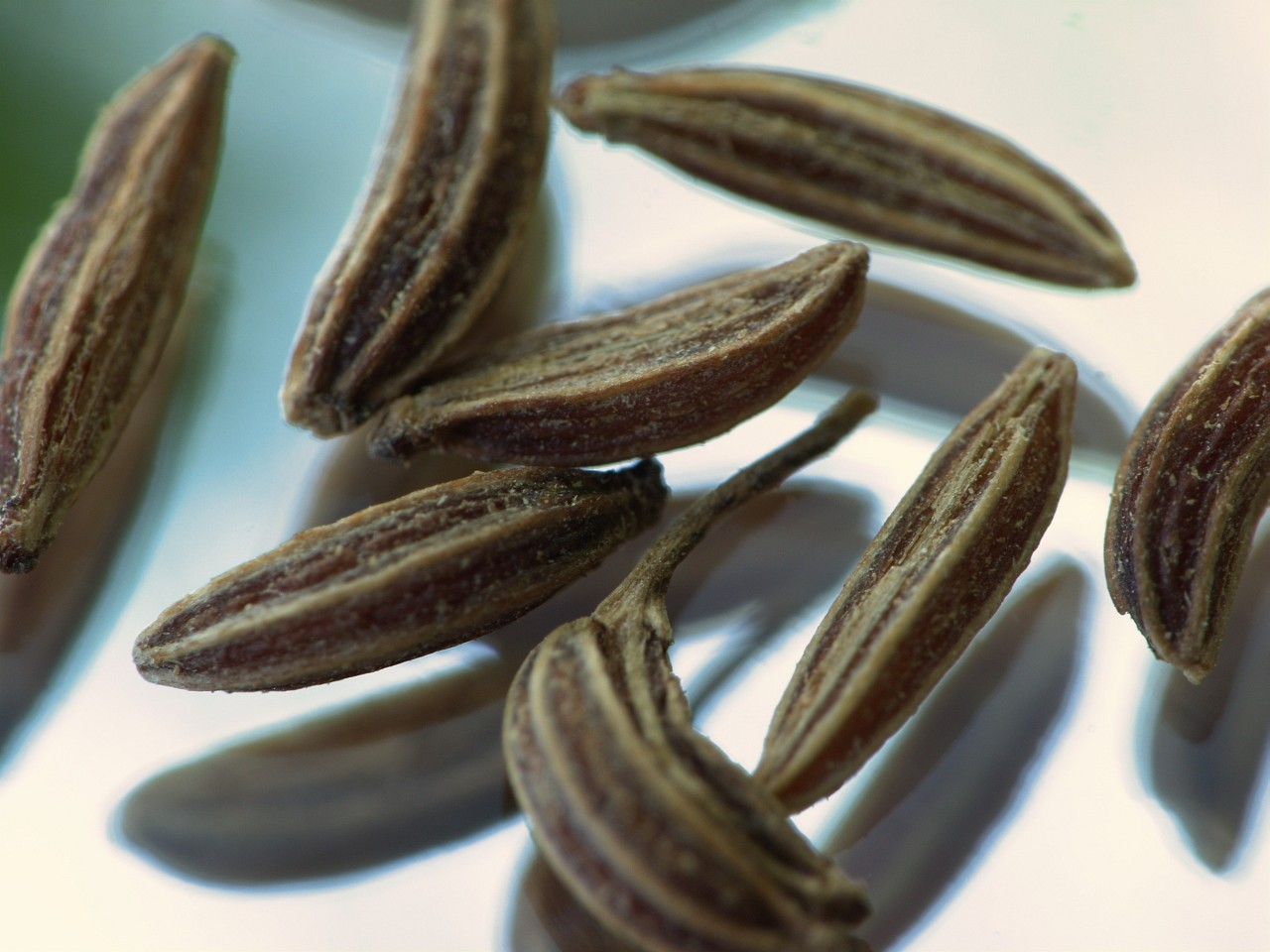
Echter Kümmel (Carum carvi)
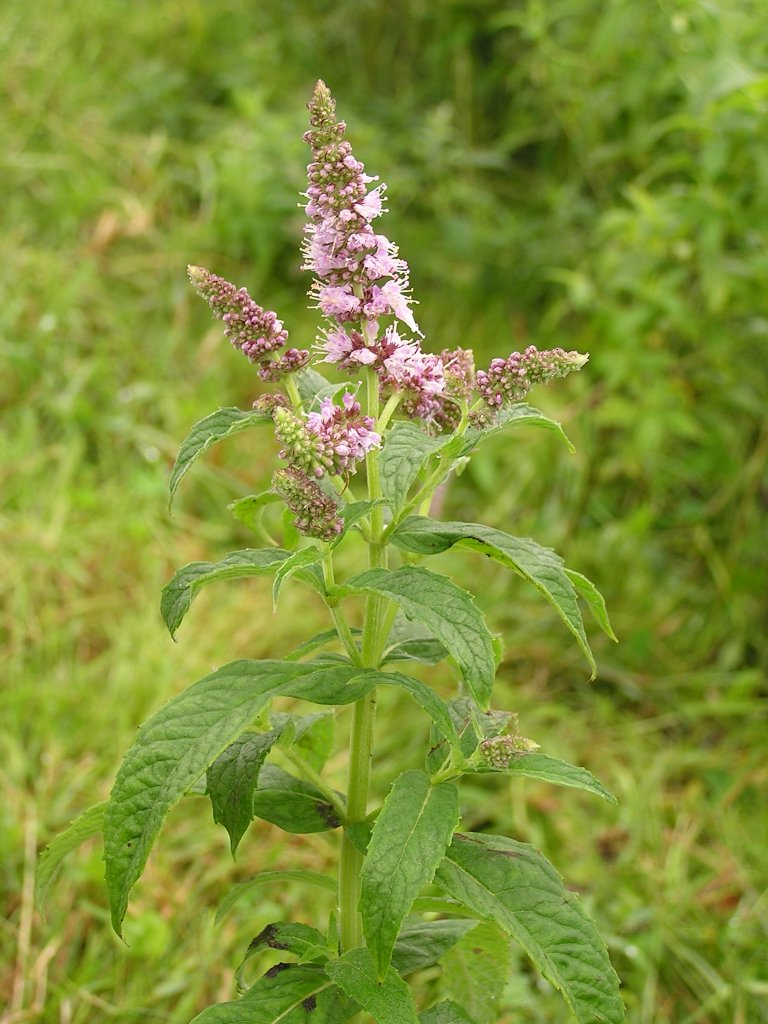
Rossminze (Mentha longifolia)

## Herstellung
(S)-(+)-Carvon gewinnt man durch Wasserdampfdestillation von Kümmel und Extraktion des Destillats.

## Eigenschaften
Wie alle chiralen Duftstoffe weist auch Carvon unterschiedliche Geruchstypen seiner Enantiomere auf. Das (S)-(+)-Carvon weist einen Kümmelgeruch auf, sein Spiegelbild (R)-(−)-Carvon riecht nach Krauseminze. Carvon wirkt keimhemmend.

## Analytik
Die qualitative und quantitative Bestimmung der Carvone gelingt nach adäquater Probenvorbereitung durch Kopplung der Kapillargaschromatographie und HPLC mit der Massenspektrometrie.

## Verwendung
Carvon wird als Ausgangsverbindung in der Naturstoffsynthese sowie bei der Herstellung von Likören, Kosmetik und Seife verwendet.

## Sicherheitshinweise
(R)-(−)-Carvon ist allergieauslösend.